# Nils Asther
Nils Asther, est un acteur suédois, né à Copenhague au Danemark, le 17 janvier 1897 et mort le 13 octobre 1981 à Stockholm en Suède. Une partie de sa carrière d'acteur se déroula à Hollywood, aux États-Unis.

## Biographie

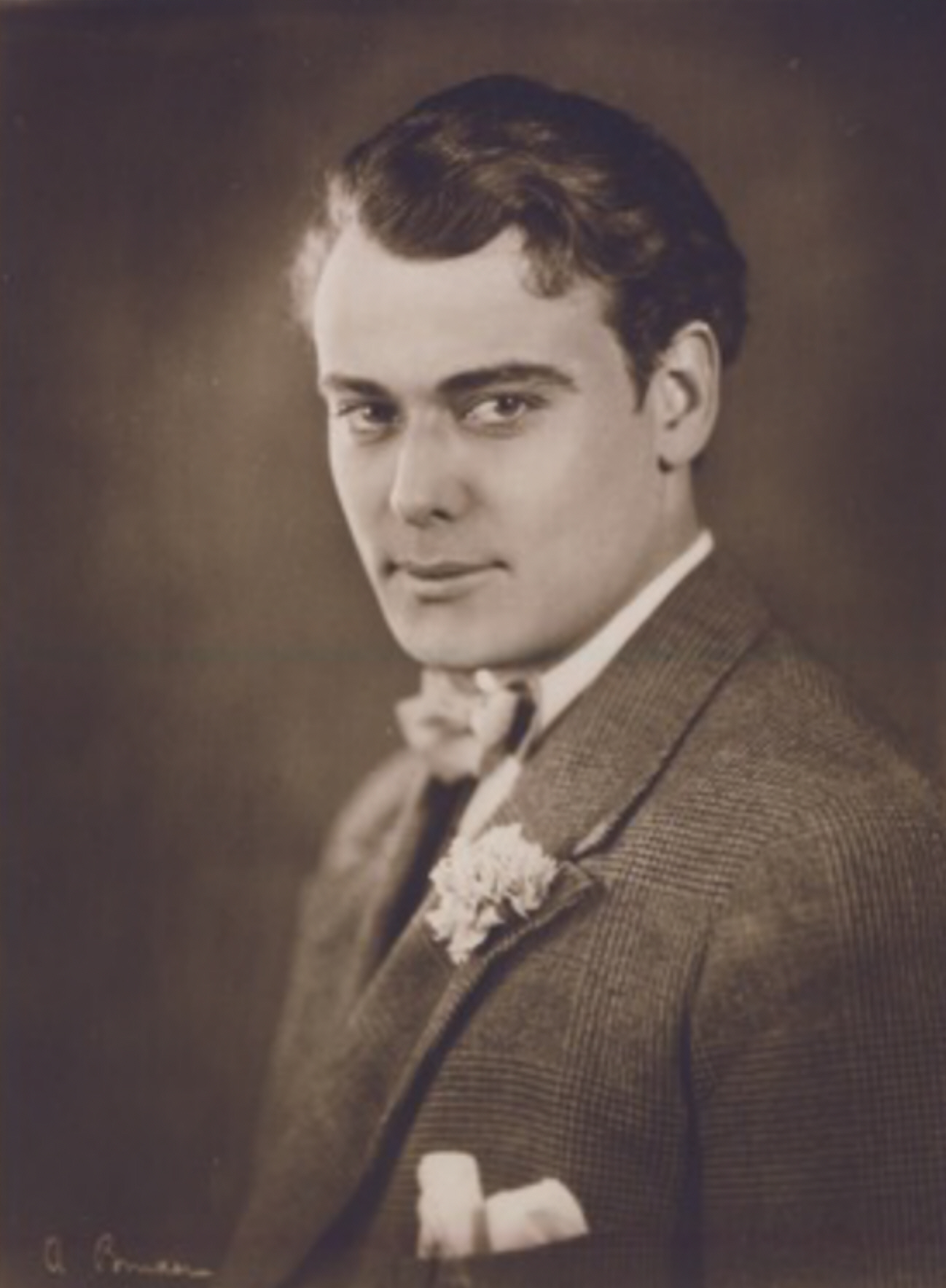
Nils Asther.

Nils Anton Alfhid Asther naît le 17 janvier 1897 à Copenhague de deux parents suédois qui ne se marient qu'un an plus tard à la Sankt Petri Kirke de Malmö, le 18 mai 1898. Entre-temps, il est placé en nourrice à Hyllie en Suède chez un couple dont le mari est sellier. Son père a un fils d'un premier mariage né en 1892, Gunnar Anton Asther, mais la mère de l'enfant, sa première épouse, meurt en 1895. Nils Asther passe son enfance et son adolescence à Malmö.
Jeune homme, Nils Asther s'installe à Stockholm pour suivre des leçons de théâtre auprès d'Augusta Lindberg. C'est grâce à elle qu'il est engagé au théâtre Lorensberg à Gothenburg. Il est remarqué par Mauritz Stiller qui le fait tourner dans Les Ailes, sorti en 1916, adapté du roman Mikaël, de Herman Bang  publié en 1902. Ensuite, Aage Hertel, fameux acteur du théâtre royal danois de Copenhague, le prend sous son aile. Cela donne lieu à de nombreux rôles dans le cinéma muet entre 1918 et 1926, en Suède, au Danemark et en Allemagne entre 1923 et 1926. 

### Hollywood
En 1927, Asther part pour Hollywood où il tourne dans Topsy and Eva avec les sœurs Duncan. À partir de ces années, son beau physique en fait un des acteurs préférés du public américain. Il donne la réplique à des actrices célèbres de l'époque, comme Pola Negri, Marion Davies ou Joan Crawford. Le film Les Nouvelles Vierges (Harry Beaumont, 1928), dans lequel il joue avec Joan Crawford, remporte un franc succès. Il joue un prince javanais séducteur dans Terre de volupté (Sidney Franklin, 1929), avec Greta Garbo. Il se marie en 1930 avec Vivian Duncan, dont il a une fille, mais il divorce en 1932.
Avec l'arrivée du cinéma parlant, Asther prend des leçons de diction pour masquer son accent, mais en fait il joue des rôles dont l'accent caractérise le personnage, comme le général chinois Yen dans La Grande Muraille (Frank Capra, 1933), aux côtés de Barbara Stanwyck.

### Déclin
Il joue entre 1935 et 1940 en Angleterre, ayant été renvoyé d'Hollywood pour une affaire de contrat rompu, et y joue dans six films. Il retourne à Hollywood en 1941, mais bien qu'il joue encore dix-neuf films sa carrière ne retrouve jamais son éclat d'antan.
Dans les années 1950, il tente de la relancer à la télévision, mais finalement il rentre en Suède en 1958. Il y fait quelques apparitions sur scène et à la télévision suédoise, et met fin à sa carrière d'acteur en 1963 pour se consacrer à son violon d'Ingres, la peinture.
Ses Mémoires, intitulés Narrens väg, paraissent après sa mort.

## Filmographie partielle

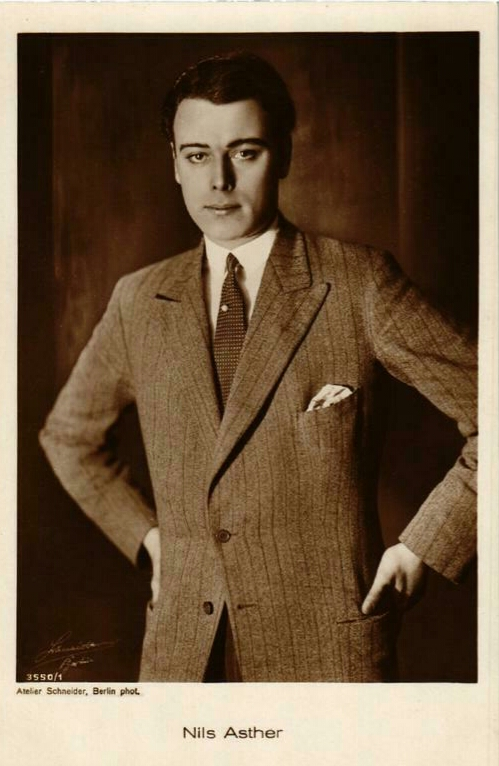
Nils Asther en 1923.

- 1916 : Les Ailes (Vingarn) de Mauritz Stiller
- 1917 : Le Vaisseau du ciel (himmelskibet) de Holger-Madsen
- 1918 : Solen der dræbte de Hjalmar Davidsen
- 1918 : Retten sejrer de Holger-Madsen
- 1920 : Gyurkovicsarna de John W. Brunius
- 1922 : L'Épreuve du feu (vem dömer) de Victor Sjöström
- 1923 : Le Secret de la duchesse (Das Geheimnis der Herzogin) de Klaus Albrecht
- 1925 : Briefe, die ihn nicht erreichten de Frederic Zelnik
- 1925 : Die drei Kuckucksuhren de Lothar Mendes
- 1926 : Papillon d'or (der golden schmetterling) de Michael Curtiz
- 1927 : Sorrell and Son de Herbert Brenon
- 1927 : Topsy and Eva de Del Lord
- 1928 : Ris donc, Paillasse ! (Laugh, Clown, Laugh) de Herbert Brenon
- 1928 : Les Cosaques (The Cossacks) de George William Hill
- 1928 : The Blue Danube
- 1928 : Amours d'artiste (Loves of an Actress), de Rowland V. Lee
- 1928 : L'Amant de papier (The Cardboard Lover) de Robert Z. Leonard
- 1928 : Les Nouvelles Vierges (Our dancing daughters), de Harry Beaumont
- 1928 : Cœur de tzigane (Dream of Love) de Fred Niblo
- 1929 : Terre de volupté (Wild Orchids) de Sidney Franklin
- 1929 : Le Droit d'aimer (The Single Standard), de John Stuart Robertson
- 1929 : Hollywood chante et danse (The Hollywood Revue of 1929) de Charles Reisner (apparition)
- 1930 : Le Démon de la mer (The sea bat) de Wesley Ruggles
- 1931 : Mais la chair est faible (-but the flesh is weak) de Jack Conway
- 1932 : Captive (Letty Lynton) de Clarence Brown
- 1932 : Washington Masquerade de Charles Brabin
- 1933 : La Grande Muraille (The Bitter Tea of General Yen) de Frank Capra
- 1933 : Storm at Daybreak de Richard Boleslawski
- 1933 : Mademoiselle Volcan (Bombshell) de Victor Fleming
- 1933 : Court-circuit (By Candlelight) de James Whale
- 1933 : If I Were Free de Elliott Nugent
- 1934 : Madame Spy de Karl Freund
- 1934 : The Crime Doctor de John S. Robertson
- 1934 : Love Time de James Tinling
- 1935 : Le Sultan rouge (Abdul the damned) de Karl Grune
- 1935 : The Marriage of Corbal de Karl Grune
- 1936 : Guilty Melody de Richard Pottier
- 1941 : The Man Who Lost Himself de Edward Ludwig
- 1941 : Forced Landing (en) de Gordon Wiles
- 1941 : Dr. Kildare's Wedding Day (en) de Harold S. Bucquet
- 1941 : Espions volants (Flying Blind) réalisé par Frank McDonald
- 1941 : The Night of January 16th de William Clemens
- 1942 : The Night Before the Divorce de Robert Siodmak
- 1942 : Trois Gouttes de poison (Sweater Girl) de William Clemens
- 1942 : Night Monster de Ford Beebe
- 1943 : Submarine Alert (en) de Frank McDonald
- 1943 : Mystery Broadcast de George Sherman
- 1944 : Une heure avant l'aube de Frank Tuttle
- 1944 : Barbe-Bleue (Bluebeard) de Edgar G. Ulmer
- 1944 : Alaska de George Archainbaud
- 1945 : Le Sérum de longue vie (The man in Half Moon Street) de Ralph Murphy
- 1945 : Le Fils de Lassie (Son of Lassie) de S. Sylvan Simon
- 1945 : Jealousy de Gustav Machatý
- 1945 : Love, Honor and Goodbye d'Albert S. Rogell
- 1948 : Charlie Chan à Mexico (en) (The Feathered Serpent) de William Beaudine
- 1949 : Samson et Dalila (Samson and Delilah) de Cecil B. DeMille
- 1949 : That man from Tanger de Luis María Delgado et Robert Elwyn
- 1960 : När mörkret faller de Arne Mattsson
- 1962 : Vita frun de Arne Mattsson
- 1963 : Gudrun de Anker Sørensen